# Alexandrosz Numeniosz (nyelvész)
Alexandrosz Numeniosz (2. század közepe) görög grammatikus.

## Élete
Egyetlen fennmaradt munkája, a Περι των της διανοιας σχηματων („Peri tón tész dianoiasz szkhématón”) a szófajokkal foglalkozik. Fia – Alexandrosz Numeniosz – ismert szónok volt.